# Braun (geslacht)
Braun is een geslacht waarvan leden sinds 1922 tot de Belgische adel behoren.

## Geschiedenis
De stamreeks begint met Matthias Braun (†1789), schepen van Endenich (bij Bonn) waar hij in 1748 trouwde, eerste vermelding van een lid van dit geslacht. De pedagoog Thomas Braun (1814-1906) trok naar België om er docent te worden en vekreeg in 1850 de Belgische nationaliteit. Twee van zijn zonen werden politicus en de jongste van de twee, Emile (1849-1927), werd in 1922 verheven in de erfelijke Belgische adel met de titel van baron, overgaande bij eerstgeboorte.
Anno 2018 waren er nog zeven mannelijke adellijke telgen in leven, de laatste geboren in 2003.

Portretten
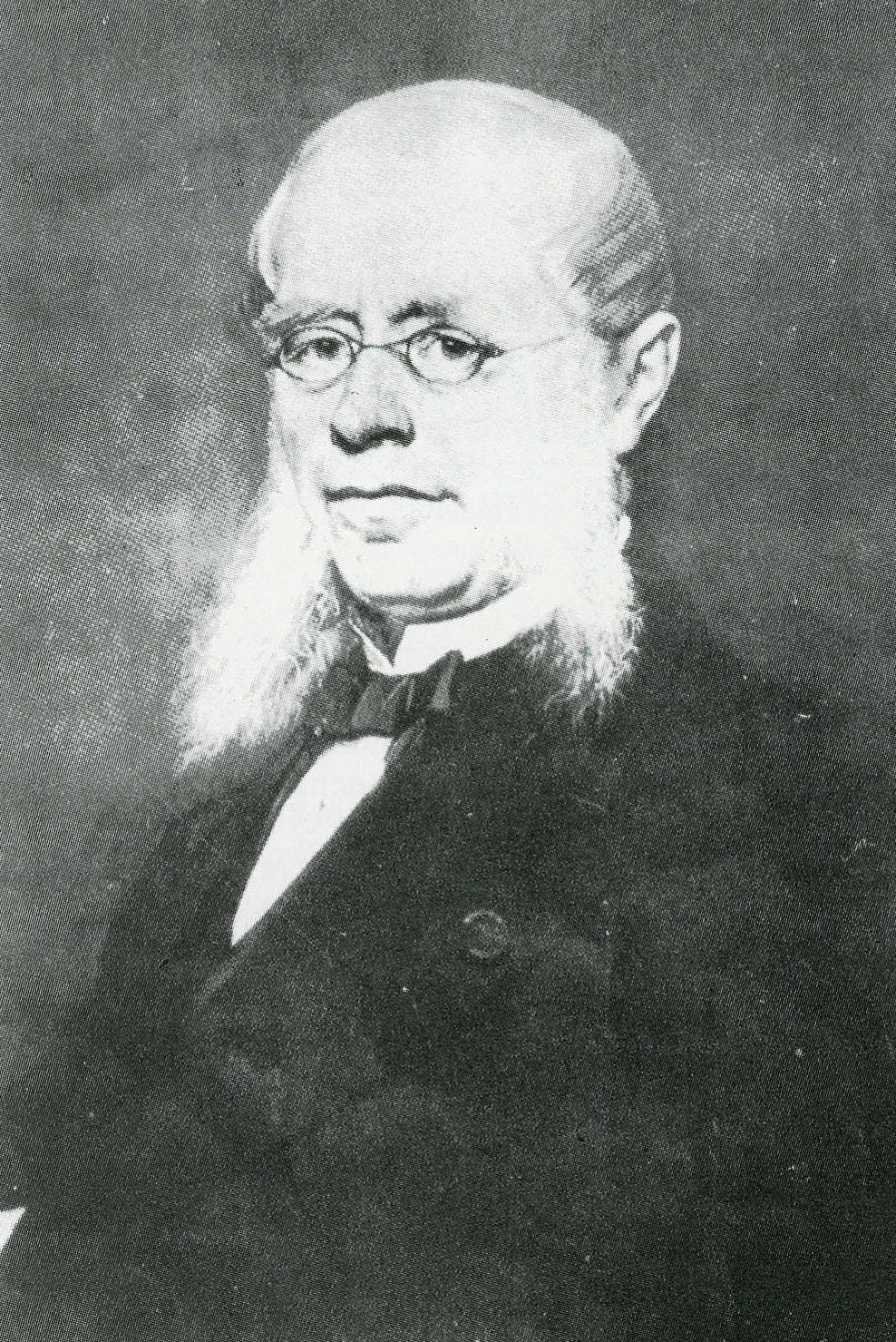
Thomas Braun Senior (1814-1906)
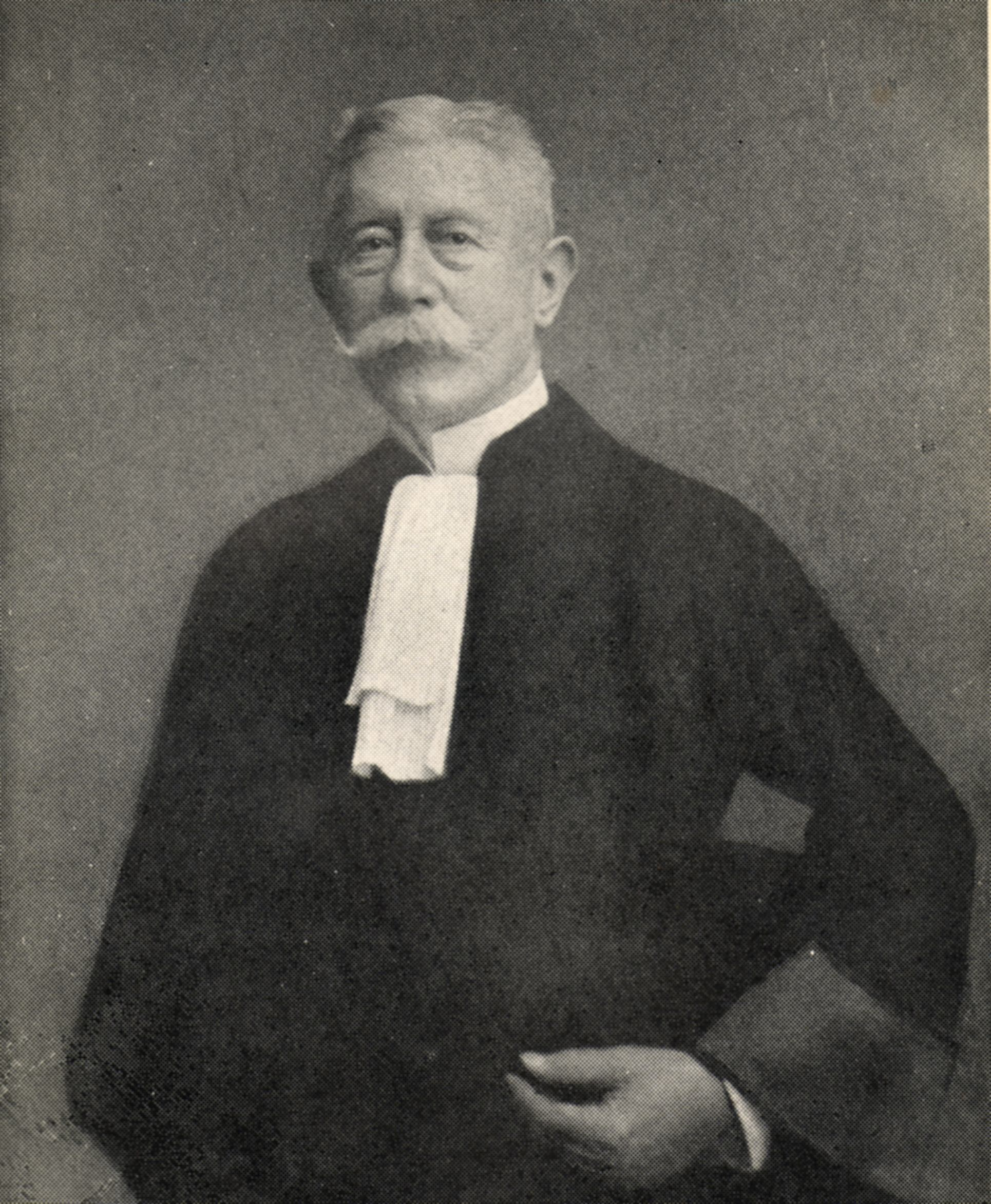
Alexandre Braun (1847-1935)
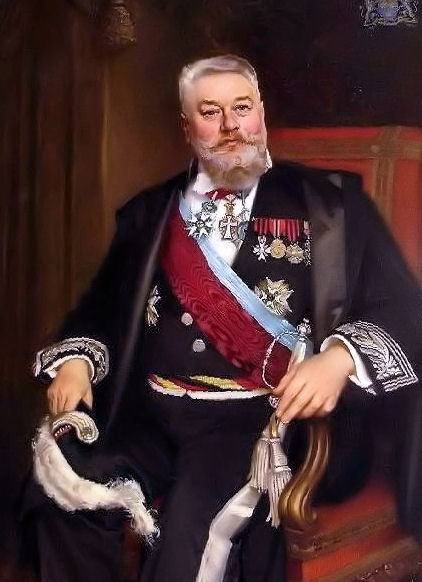
Emile Braun (1849-1927)
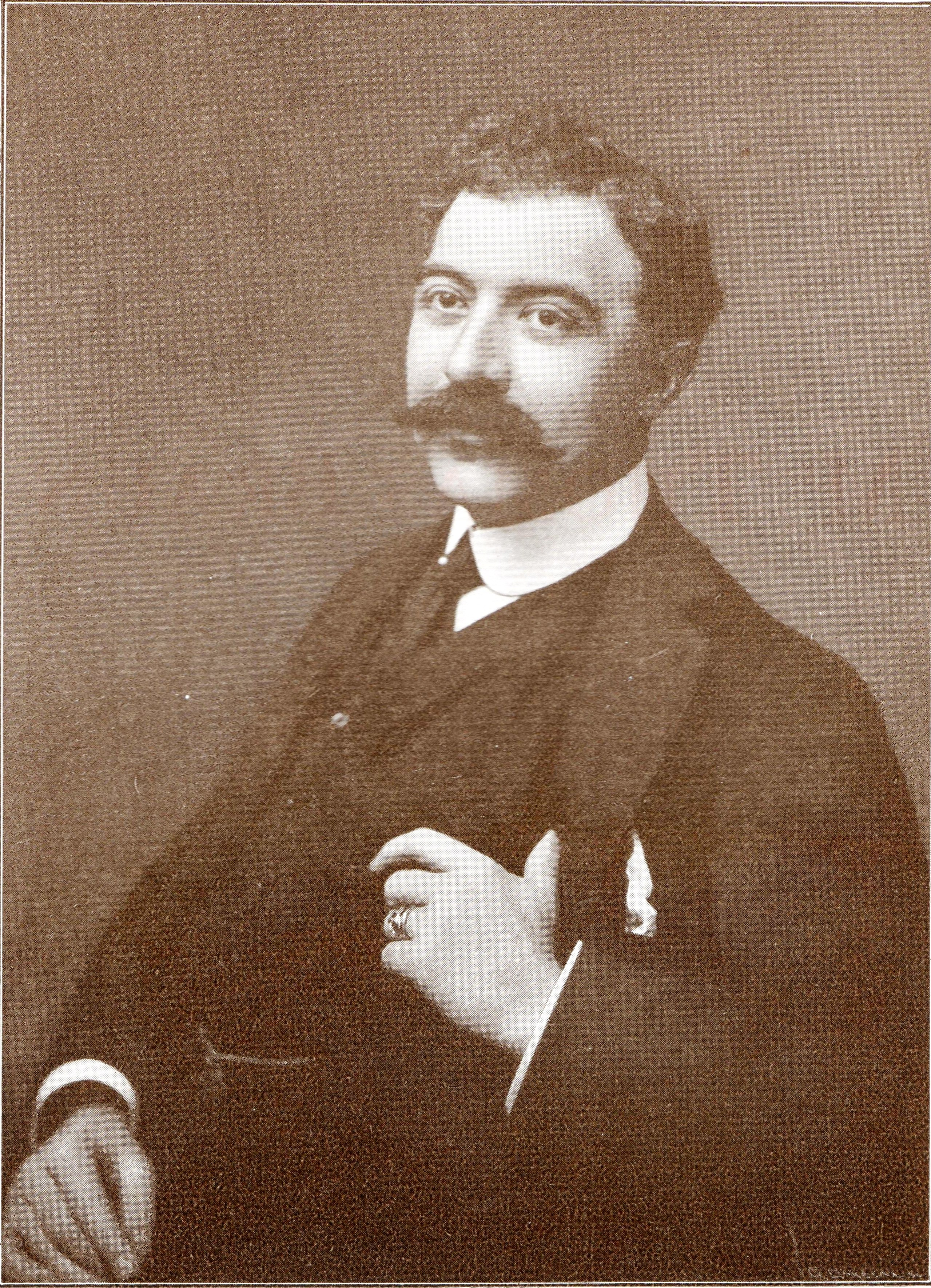
Thomas Braun (1876-1961)
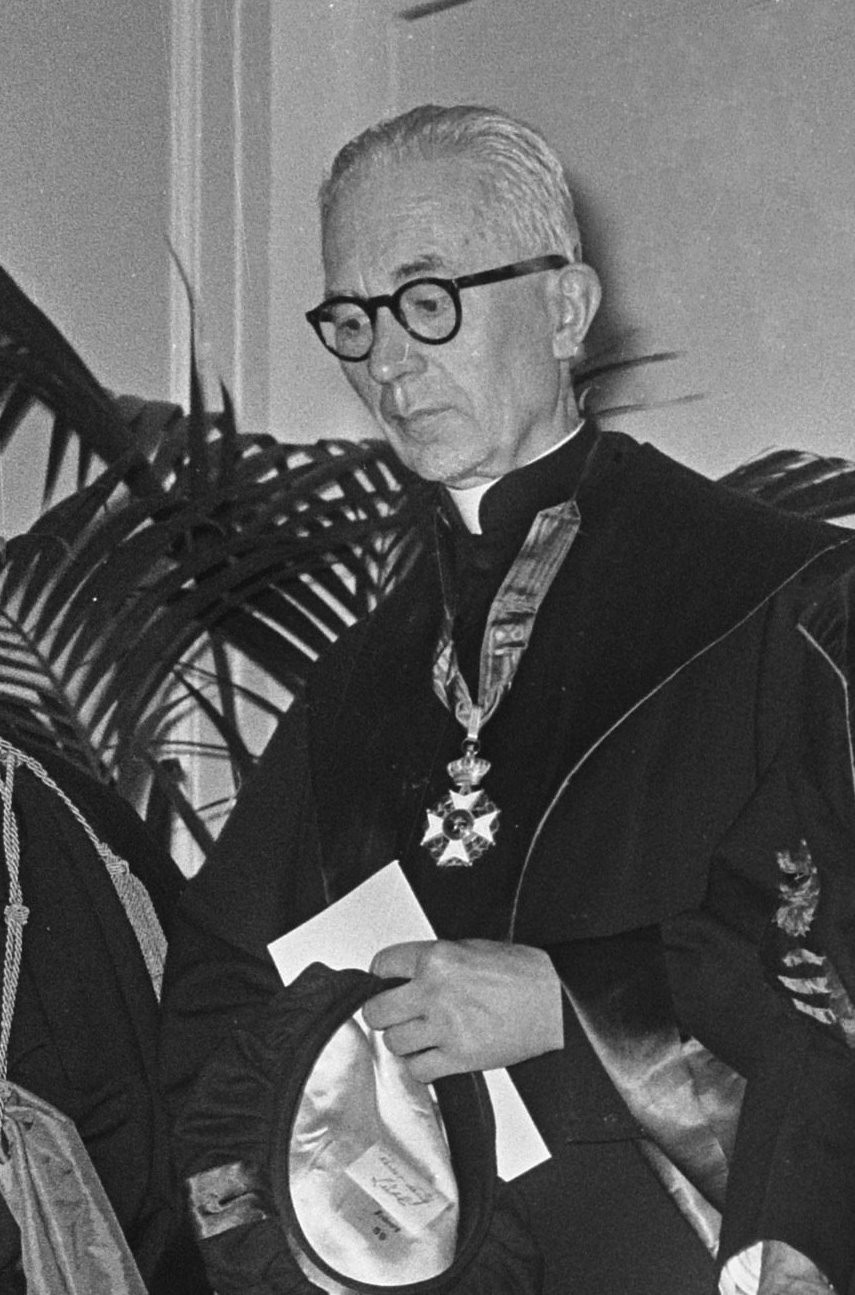
Antoine Braun (1893-1980)

### Wapenbeschrijving
- 1922: Van lazuur, met drie vliegende draken van goud. Het schild voor den titularis getopt met eene baronnenkroon, en gehouden door twee leeuwen van zilver, gekroond van goud, genageld en getongd van keel. Het schild voor [de] andere nakomelingen getopt met eenen helm van zilver, gekroond, getralied, gehalsband en omboord van goud, gevoerd en gehecht van keel, met dekkleeden van goud en lazuur. Helmteeken: een draak van het schild. Wapenspreuk: 'Pax et labor' van goud, op een lossen, fladderenden band van lazuur.

## Enkele telgen
Thomas Braun (1814-1906), pedagoog
- Alexandre Braun (1847-1935), advocaat, katholiek senator (1900-1929) en minister van Staat (1925).
  - Thomas Braun (1876-1961), advocaat, dichter, lid van de Académie royale de langue et de littérature françaises de Belgique.
    - Antoine Braun (1924-2013), advocaat, doctor in de rechten (UCL), 1948, licentiaat in de politieke en sociale wetenschappen (UCL), 1949, stafhouder van de balie van Brussel van 1982 tot 1984, auteur en medeauteur van talrijke publicaties over het beroep van advocaat en het intellectuele en industriële eigendomsrecht, met onder andere Précis du droit des marques (vier uitgaven: 1971, 1987, 1995 en 2004 en 5e uitgave met Emmanuel Cornu, in 2009 verschenen) en Droit des dessins et modèles (1975, met Jean-Jo Evrard).

  - Henri Braun (1881-1980), benedictijn in Maredsous, architect.
  - Ida Braun (1891-1926), die trouwde met baron Paul de Sadeleer (1887-1973), advocaat bij het Hof van Beroep in Brussel, burgemeester van Haaltert.
  - Antoine Braun (1893-1980), dominicaan, theoloog, rector van de Universiteit van Fribourg (Zwitserland).
- Baron Emile Braun (1849-1927), liberaal volksvertegenwoordiger (1900-1925) en burgemeester van Gent van 1895 tot 1921, onder meer tijdens de Wereldtentoonstelling van 1913. Hij was politiek gevangene tijdens de Eerste Wereldoorlog.
  - (Emile-)Jean baron Braun (1879-1968)[1], voorzitter van UCO, Union Cotonnière de Gand
    - Gaston baron Braun (1903-1990), voorzitter van UCO, Union Cotonnière de Gand
    - Jhr. Henry Braun (1905-1944), lid van het Belgisch Geheim Leger, gestorven voor het Vaderland
      - Jkvr. Francine Braun (1927); trouwde in 1960 met Pierre Descamps (1916-1992), voorzitter van de Liberale Partij (PLP), senator, minister van staat
      - Jhr. Pierre-Emile Braun (1930-2010)

- -     -       -         - Henry baron Braun (1959)

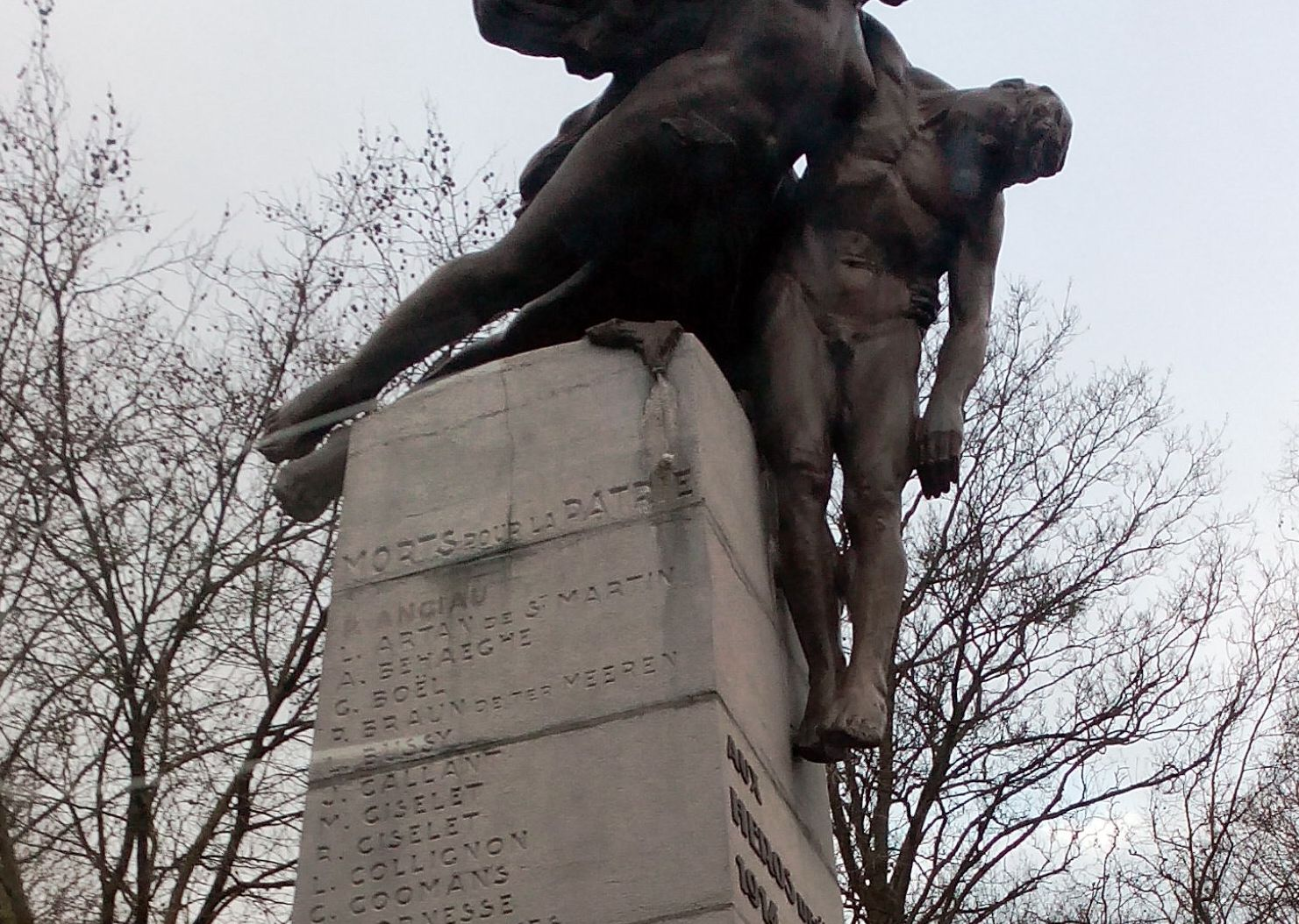
Albert Braun melding. Monument voor luchtvaarthelden 1914-1918, (Brussel).

    - Jhr. René Braun (1912-1991), voorzitter van het Nationaal Katoeninstituut
- Auguste baron Braun de Ter Meeren (1856-1945), President van het Hof van Cassatie.
  - Maurice baron Braun de Ter Meeren (1882-1972), burgemeester van Sterrebeek.
  - Albert Braun de ter Meeren (1883-1918) oorlogsvrijwilliger overleden in Denton, V-K.
  - Pierre Braun de ter Meeren (1897-19117) vliegenier luitenant gestorven voor het vaderland.

### Bezittingen
- Kasteel Crabbenburg Destelbergen, voormalig eigendom van burgemeester Emile Braun.[2][3][4]
- Oud kasteel van Heusden, Kasteel Runenborg (Destelbergen). Eigendom van Emile-Jean Braun.
- Kasteel ter Meeren voor het eerst vermeld in 1381, was de zetel van de heerlijkheden Zaventem en Sterrebeek. Het is een geheel in baksteen en natuursteen gebouwd met donjon uit de 14e eeuw. Eigendom van Auguste Braun.
- UCO-toren hoofdzetel van textielfabriek Union Cotonnière en tweede verblijf van Baron Emile-Jean Braun.
- Cotonnière E.J. Braun katoenfabriek in de Maïsstraat 207-213 in Gent gebouwd 1949.